# Onthophagus orissanus
Onthophagus orissanus là một loài bọ cánh cứng trong họ Bọ hung (Scarabaeidae).